# Tir de colom

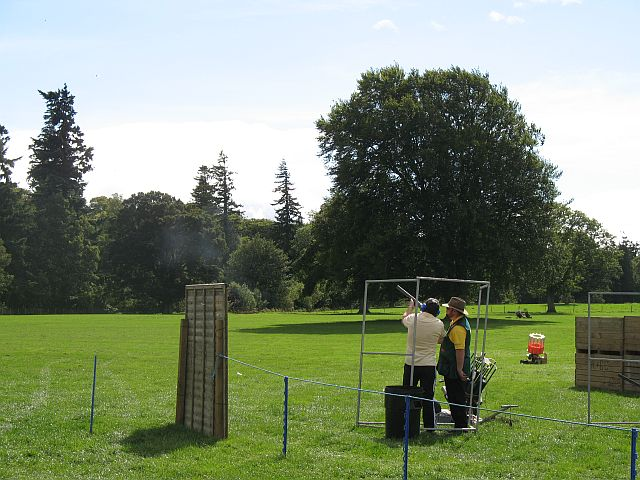
Tir

El tir de colom és una modalitat de caça esportiva amb ocells vius, en la qual s'alliberen ocells criats en captivitat per a ser disparats al vol.

## Legalitat
A Europa tan sols es manté com a pràctica legal en algunes comunitats autònomes Espanyoles i a Portugal.

## Competicions
Existeixen diverses competicions, tant locals com regionals o mundials.

## Variants
Existeixen variants com la Cordoniz bala.